# Renta！亂搭
Renta！亂搭（英語：Renta），簡稱亂搭。由日商Papyless投資於2014年10月設立的中文電子書平台網站。初期以翻譯日本Renta!授權輕熟女漫畫、BL漫畫、成人漫畫為主，2019年起大量新增由台灣出版社發行的電子書，包含少女漫畫、少年漫畫、輕小說等。2021年推出動畫服務。

## 歷史
日商Papyless於2014年10月投資設立「亂搭！租E書網」並正式上線。提供與日本最新同步連載的小說、漫畫讓會員線上租閱，支援PC、iOS、Android等平台系統。2015年3月為了配合陸劇《武媚娘傳奇》在臺灣首播，而推出歷史漫畫《武則天》連載。
2017年8月改名為「亂搭！租書網」以及新LOGO上線。2019年7月創立原創部門，開始連載BL漫畫原創作品。 2020年3月亂搭會員突破1,000,000人。
2020年11月亂搭原創《12生肖系列》日文電子版正式在日本renta公開販售。 2021年5月亂搭原創開始連載輕熟女漫畫作品。 2021年6月與GagaOOLala跨界合作推出動畫服務。2021年8月25日亂搭原創《12生肖系列》實體書繁體版授權台灣角川。 
2022年1月亂搭原創《罪惡契約》實體書繁體版授權台灣角川。 2022年4月亂搭原創《12生肖系列》英文電子版正式在美國公開販售。 2023年10月27日更名為「Renta！亂搭」。

## 外部連結
- Renta！亂搭的官方網站（繁體中文）（页面存档备份，存于）